# Гораціо Томас Остін
Гораціо Томас Остін (англ. Horatio Thomas Austin; 10 березня 1800, Чатем, Кент, Англія, Велика Британія — 16 листопада 1865, Лондон, Велика Британія) — англійський віцеадмірал, полярний дослідник.

## Життєпис
8 квітня 1813 року Гораціо вступив на службу до Королівського військово-морського флоту. 9 вересня 1822 року зведено в чин лейтенанта.
1826 року[уточнити] на 370-тонному судні «Фурія» взяв участь у експедиції під командуванням В. Е. Паррі двома суднами, з яких одне загинуло.
12 грудня 1827 призначений на корабель «Шантеклер», на якому крейсував під командуванням капітана Генрі Фостера біля берегів Вест-Індії. 26 травня 1831 року зведено в чин командера.
У 1832—1834 роках, командуючи шлюпом «Саламандра», крейсував біля берегів Португалії.
30 січня 1834 року призначений командиром шлюпа «Медея», на якому здійснив плавання Середземним морем. 28 червня 1838 року зведено в чин капітана. 19 листопада наступного року призначено командиром шлюпа «Циклоп», на якому в 1840 році брав участь у Сирійській кампанії. У травні-вересні 1843 року, командуючи тим самим судном у складі ескадри, супроводжував королеву Вікторію та принца Альберта в подорожі до берегів Франції та Бельгії.
8 листопада 1843 року призначено тимчасовим командиром артилерійського корабля «Тартарус».
19 вересня 1845 року призначено надштат командиром королівської яхти «Вільям і Мері» (англ. HMS William and Mary).
Від 25 січня 1848 року до 13 лютого 1850 року командував у Портсмутському порту 74-гарматним кораблем «Бленгейм».

### Пошуки експедиції сера Джона Франкліна
1850 року на 420-тонному судні «Резольют» очолив одну з численних експедицій, здійснюваних англійцями в проміжку між 1847—1859 роками для пошуків сера Джона Франкліна і його супутників, які залишалися безуспішними до 1859 року, коли Ф. Л. Мак-Клінтоку вдалося нарешті натрапити на слід. Під час зимівлі в Піль-Зунді в 1850—1851 роках біля Грифітового острова Остін здійснював тривалі експедиції на санях, дістався Джонс-Зунда (82° з. д.) і позначив нововідкриті місця на мапах.

### Подальша служба
1854 року капітана Остіна призначено суперінтендантом Дептфордських корабелень. 28 листопада 1857 року зведено в чин контрадмірала.
У 1863—1864 роках обіймав посаду суперінтенданта корабелень на острові Мальта. 20 листопада 1864 року зведено в чин віцеадмірала. У березні 1865, незадовго до смерті, він посвячено в лицарі.